# لووشه
لووشه (به لاتین: Lewosze) یک روستا در لهستان است که در گمینا میلیچتسه واقع شده‌است.